# Iglesia de la Asunción (Atalaya del Cañavate)
La iglesia parroquial de la Asunción es un templo católico ubicado en la localidad española de Atalaya del Cañavate, en la provincia de Cuenca.

## Descripción
Se trata de un edificio de mampostería, excepto esquinales y espadañas de dos huecos. En la fachada que da al mediodía se encuentra un arco de medio punto inicialmente abocinado por platabandas más adelantadas.

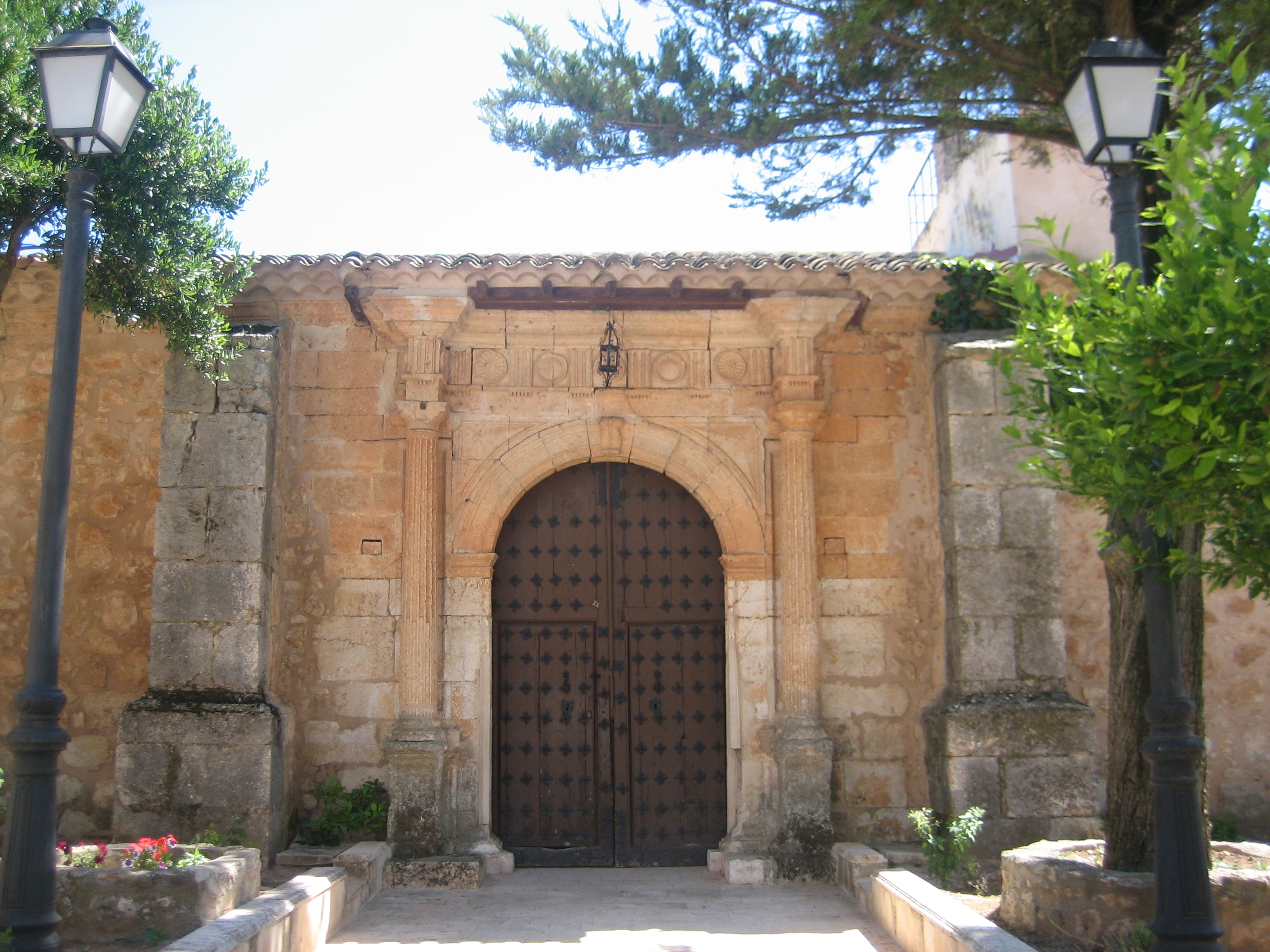
Puerta

Al oeste cuenta con una portada renacentista, de composición muy clásica, pudiendo datar su ejecución en la segunda mitad del siglo XVI. Se trata de una portada compuesta por un arco de platabandas de medio punto flanqueado por columnas dóricas estriadas, rellenas en el tercio inferior. Entablamento con friso de triglifos y metopas decoradas con medallones y cornisa de molduras planas, sujetando el alero, con signo de tejaroz del que quedan apoyados en la cornisa restos de madera tallada con cabezuelas.
En su interior, es un edificio de planta sensiblemente rectangular, de tres naves separadas por cuatro cuerpos, separadas por pilares cuadrados, con bases y capiteles cuadrados de bastante vuelo y arcos de medio punto, cubierta por artesanado con agua en los laterales. Asimismo dispone de arcos rebajados con intradós plano y laterales escalonados para las molduras. En el hastial de poniente, óculo de cuatro lóbulos, con superficie cóncava en el rasgado, alternando con otros cuatro de superficie convexa, más reducida.
En la nave central, ábside de tres lados, enfundado por el exterior de edificaciones posteriores. Sacristía tras el ábside y cabecera de la nave izquierda, en la que también hay cierta capilla cubierta de cúpula construida en 1924. Magnífico artesonado en las tres naves y el ábside. Armadura de par y nudillo ochavado en su capilla mayor y con perfil de lima bordón.